# Microperoryctes aplini
Microperoryctes aplini — рід ссавців родини Бандикутові (Peramelidae).

## Опис
Розмірами від 14 до 16 см, що трохи менше, ніж Microperoryctes murina, від якого відрізняється чорною спинною смугою і білим кінчиком хвоста. 

## Поширення
Ендемік гір Арфак, півострова Західна Нова Гвінея в Індонезії. Його природним середовищем проживання є субтропічні або тропічні вологі гірські ліси. Три з чотирьох відомих зразків були зібрані в безпосередній близькості від озера. Був зафіксований від 1800 м до 2200 м над рівнем моря.

## Загрози та охорона
Немає відомих загроз цьому гірському виду, але зростаюче людське населення і мисливські табори в горах Арфак є можливою загрозою. Цей вид був записаний з Заповідника Арфак.